# Renzo Giampaoli
Renzo Giampaoli (Bombal, Provincia de Santa Fe, Argentina, 7 de enero de 2000) es un futbolista argentino que se desempeña como defensa central y su equipo actual es el Club Gimnasia y Esgrima La Plata de la Primera División Argentina.

## Trayectoria
Empezó su camino jugando como extremo en su pueblo natal Bombal. Luego se desempeñó como enganche, más tarde retrocedería unos metros hasta reconvertirse en volante central para finalmente empezar a jugar como defensor central.
Arribó a Boca Juniors en el año 2014, luego de una prueba que le realizaran Horacio García y Norberto Madurga en San Vicente, Santa Fe, mientras se desempeñaba en el Club Sportivo Bombal.
El 15 de septiembre de 2020 firmó su primer contrato profesional y también realizó la pretemporada con el plantel. Durante ese año se desempeñó como capitán de la reserva dirigida por Sebastián Battaglia.
Su debut profesional se produjo el 8 de mayo de 2021 en un encuentro correspondiente a la fecha 13 de la Copa de la Liga Profesional, en lo que fue una derrota de su equipo frente a Patronato por un marcador de 1-0, jugando todo el encuentro.
Entre 2022 y 2024 es cedido a varios clubes.
A mediados de enero de 2025 se incorpora a Gimnasia y Esgrima La Plata a préstamo por un año sin cargo y sin opción.

## Estadísticas

### Clubes
- Actualizado hasta el 17 de agosto de 2025

| Club | Temporada           | Liga                | Liga  | Liga  | Liga   | Copas nacionales(1) | Copas nacionales(1) | Copas nacionales(1) | Torneos internacionales(2) | Torneos internacionales(2) | Torneos internacionales(2) | Total | Total | Total  |
| Club | Temporada           | División            | Part. | Goles | Asist. | Part.               | Goles               | Asist.              | Part.                      | Goles                      | Asist.                     | Part. | Goles | Asist. |
| --- | ------------------- | ------------------- | ----- | ----- | ------ | ------------------- | ------------------- | ------------------- | -------------------------- | -------------------------- | -------------------------- | ----- | ----- | ------ |
| C.A. Boca Juniors Argentina | 2021                | 1.ª                 | 0     | 0     | 0      | 1                   | 0                   | 0                   | 0                          | 0                          | 0                          | 1     | 0     | 0      |
| C.A. Boca Juniors Argentina | 2021-22             | 1.ª                 | 1     | 0     | 0      | -                   | -                   | -                   | 0                          | 0                          | 0                          | 1     | 0     | 0      |
| C.A. Boca Juniors Argentina | Total club          | Total club          | 1     | 0     | 0      | 1                   | 0                   | 0                   | 0                          | 0                          | 0                          | 2     | 0     | 0      |
| Rosenborg B.K. · Noruega | 2022                | 1.ª                 | 24    | 0     | 0      | 2                   | 0                   | 0                   | -                          | -                          | -                          | 26    | 0     | 0      |
| Rosenborg B.K. · Noruega | Total club          | Total club          | 24    | 0     | 0      | 2                   | 0                   | 0                   | -                          | -                          | -                          | 26    | 0     | 0      |
| Quilmes A. C. Argentina | 2023                | 2.ª                 | 24    | 3     | 0      | -                   | -                   | -                   | -                          | -                          | -                          | 24    | 3     | 0      |
| Quilmes A. C. Argentina | Total club          | Total club          | 24    | 3     | 0      | -                   | -                   | -                   | -                          | -                          | -                          | 24    | 3     | 0      |
| Defensor Sporting C. · Uruguay | 2024                | 1.ª                 | 33    | 2     | 1      | 7                   | 1                   | 0                   | 2                          | 0                          | 0                          | 42    | 3     | 1      |
| Defensor Sporting C. · Uruguay | Total club          | Total club          | 33    | 2     | 1      | 7                   | 1                   | 0                   | 2                          | 0                          | 0                          | 42    | 3     | 1      |
| Gimnasia y Esgrima (LP) Argentina | 2025                | 1.ª                 | 13    | 0     | 0      | 0                   | 0                   | 0                   | 0                          | 0                          | 0                          | 13    | 0     | 0      |
| Gimnasia y Esgrima (LP) Argentina | Total club          | Total club          | 13    | 0     | 0      | 0                   | 0                   | 0                   | 0                          | 0                          | 0                          | 13    | 0     | 0      |
| Total en su carrera | Total en su carrera | Total en su carrera | 95    | 5     | 1      | 9                   | 1                   | 0                   | 2                          | 0                          | 0                          | 106   | 6     | 1      |
| (1) Incluye datos de la Copa Superliga, Copa Argentina y la Copa de Noruega. (2) Incluye datos de la Copa Libertadores. (3) No incluye goles en partidos amistosos. |                     |                     |       |       |        |                     |                     |                     |                            |                            |                            |       |       |        |

## Palmarés

### Campeonatos nacionales
| Título         | Equipo            | Sede      | Año     |
| -------------- | ----------------- | --------- | ------- |
| Copa Argentina | Boca Juniors      | Argentina | 2019-20 |
| Copa Uruguay   | Defensor Sporting | Uruguay   | 2024    |
| Copa Uruguay   | Defensor Sporting | Uruguay   | 2024    |

### Otros logros
| Título            | Equipo       | País      | Año  |
| ----------------- | ------------ | --------- | ---- |
| Torneo de Reserva | Boca Juniors | Argentina | 2021 |